# Fra le braccia dell'assassino
Fra le braccia dell'assassino (Daughters, Our Mother's Murder) è un film per la televisione del 1997, diretto da Bill L. Norton. Il film è tratto da una storia vera.

## Trama
Una sconvolgente vicenda di passioni e tradimenti basata sulla vera storia dello scandalo dell'ereditiera Anne Scripps Douglas. Una donna dell'alta società (Roxanne Hart) si trova improvvisamente al centro delle attenzioni di un uomo molto più giovane di lei (James Wilder). Malgrado gli amici e la famiglia nutrano profondi sospetti sulle reali intenzioni del ragazzo, lei si lascia travolgere da una appassionante storia d'amore. Ma subito dopo il matrimonio, la relazione prende un'oscura piega. E quando il comportamento disturbato del marito arriva alla violenza e all'abuso, la donna deve affrontare la difficile verità sul suo matrimonio e impegnarsi per trovare una via d'uscita. Imprigionata nella morsa maniacale di un simile uomo, la sua lotta diventa un pericoloso gioco di sopravvivenza.